# Koivusaari (ö i Finland, Norra Karelen, Pielisen Karjala, lat 63,50, long 29,28)
Koivusaari är en ö i Finland. Den ligger i sjön Pielisjärvi och i kommunen Nurmes i den ekonomiska regionen  Pielinen-Karelen  och landskapet Norra Karelen, i den centrala delen av landet, 400 km nordost om huvudstaden Helsingfors. Öns area är 1,7 hektar och dess största längd är 190 meter i sydöst-nordvästlig riktning.